# ERCC1
La proteïna de reparació per escissió del grup de complementació creuada 1, també coneguda com a ERCC1 (de l'anglès, Excision-Repair, Complementing Defective, in Chinese Hamter, 1)